# 崔伯凤
崔伯凤（？—531年1月4日），清河郡东武城县（今河北省衡水市故城县）人，出自清河崔氏定著六房之一的清河青州房，北魏官员。

## 生平
崔伯凤年少时就擅长骑马射箭，强健勇敢有体力，自奉朝请、员外郎略微升任镇远将军、前将军，数次成为将帅。永安三年，崔伯凤与都督源子恭镇守丹谷，十二月壬寅（531年1月4日），尔朱兆进攻丹谷，崔伯凤战死。

## 家庭

### 高祖
- 崔琼，后燕车骑属

### 曾祖
- 崔辑，刘宋泰山郡太守

### 祖父
- 崔目连

### 父母
- 崔僧渊，北魏龙骧将军、南青州刺史
- 平原杜氏[4][5]

### 兄弟姐妹
- 崔伯驎，北魏中坚将军、乐陵郡太守、冀州长史
- 崔伯骥，北魏京兆王法曹参军
- 崔祖龙，北魏司空行参军
- 崔祖螭，北魏镇远将军
- 崔祖虯，北魏秀才